# Tommaso Balestrieri
Tommaso Balestrieri (* 1720; † 1788 oder 1790) war ein italienischer Geigenbauer, der von 1720 bis 1750 in Cremona und danach in Mantua lebte und wirkte.
Über seinen Werdegang ist wenig bekannt. Es wird vermutet, dass Balestrieri zunächst in Cremona seine Ausbildung erhielt, da er sich selbst als Cremoneser Meister bezeichnete. Alle von ihm erhaltenen Instrumente wurden jedoch in Mantua hergestellt. Seine Instrumente sind an Vorbildern der großen Cremoneser Meister wie Antonio Stradivari oder Pietro Guarneri angelehnt und haben eine vorzügliche Tonqualität. Er verwendete zumeist einen goldbraunen oder goldorangen Geigenlack von bester Qualität. Von Solisten sind seine Instrumente wegen ihrer kräftigen und tragenden Tonqualität begehrt und gehören in die Kategorie der besten Konzertinstrumente. Neben Violinen hat er auch Violoncelli hergestellt. Seine besten Instrumente stammen aus der Zeit zwischen 1750 und 1780.
| Personendaten    | Personendaten                  |
| ---------------- | ------------------------------ |
| NAME             | Balestrieri, Tommaso           |
| ALTERNATIVNAMEN  | Balestrieri, Tomaso            |
| KURZBESCHREIBUNG | italienischer Geigenbaumeister |
| GEBURTSDATUM     | 1720                           |
| STERBEDATUM      | 1788 oder 1790                 |